# Troisgots
Troisgots ist eine Ortschaft und eine ehemalige französische Gemeinde mit 343 Einwohnern (Stand: 1. Januar 2018) im Département Manche in der Region Normandie.
Mit Wirkung vom 1. Januar 2017 wurde Troisgots in die damals bereits seit einem Jahr bestehende Commune nouvelle Condé-sur-Vire eingemeindet und hat dort den Status einer Commune déléguée. Der Verwaltungssitz befindet sich im Ort Condé-sur-Vire.

## Lage
Nachbarorte von Troisgots sind Saint-Romphaire im Nordwesten, Le Mesnil-Raoult im Norden, Condé-sur-Vire im Nordosten, Brectouville im Osten, Domjean im Südosten, Fervaches im Süden, Moyon im Südwesten und Le Mesnil-Opac im Westen.

## Bevölkerungsentwicklung
| Jahr      | 1962 | 1968 | 1975 | 1982 | 1990 | 1999 | 2008 | 2013 | 2018 |
| --------- | ---- | ---- | ---- | ---- | ---- | ---- | ---- | ---- | ---- |
| Einwohner | 377  | 376  | 361  | 318  | 316  | 302  | 273  | 311  | 343  |

## Sehenswürdigkeiten
- Kirche Saint-Lô
- Kirche Notre-Dame im Weiler La Chapelle-sur-Vire

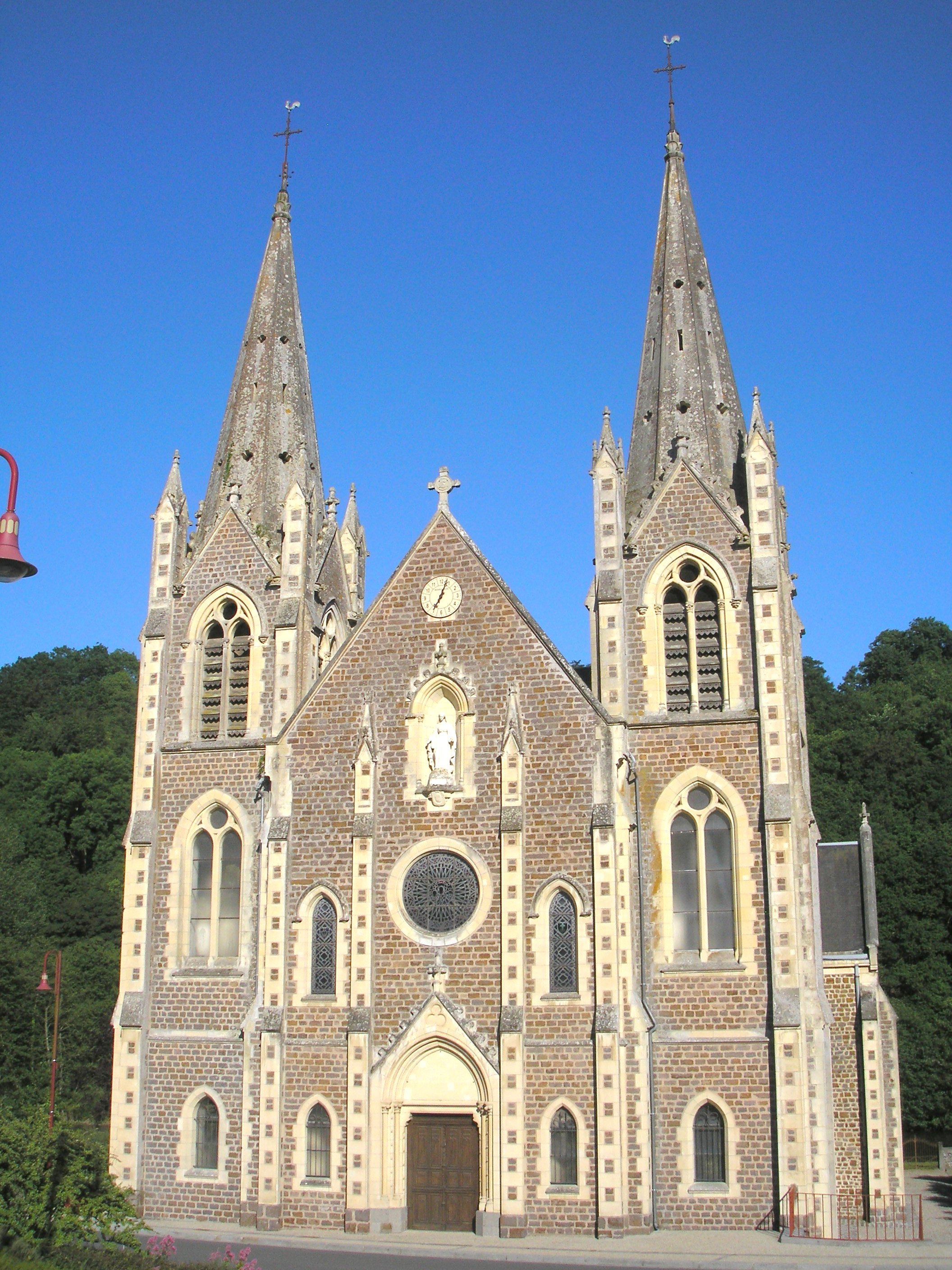
Kirche Notre-Dame
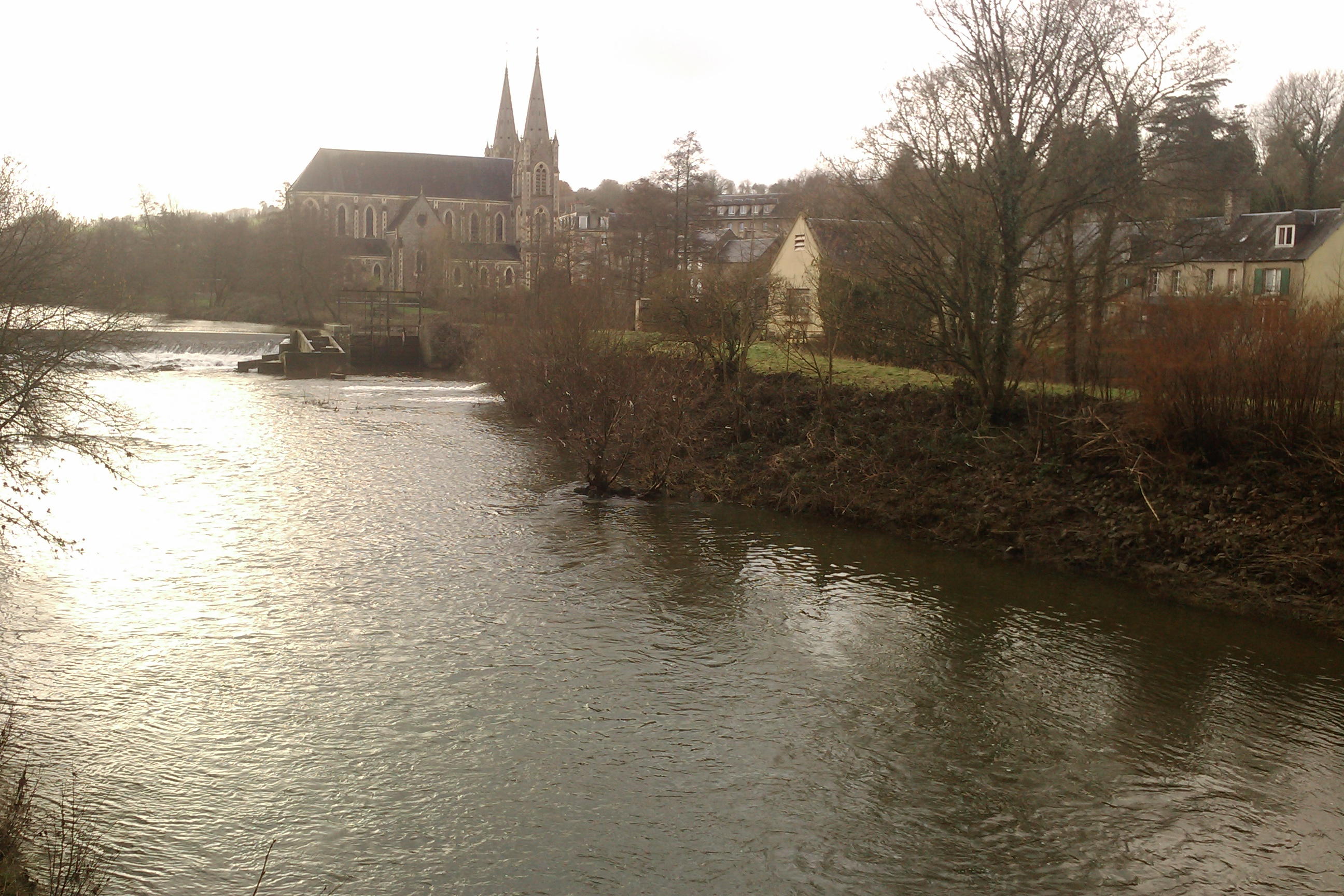
La Chapelle-sur-Vire
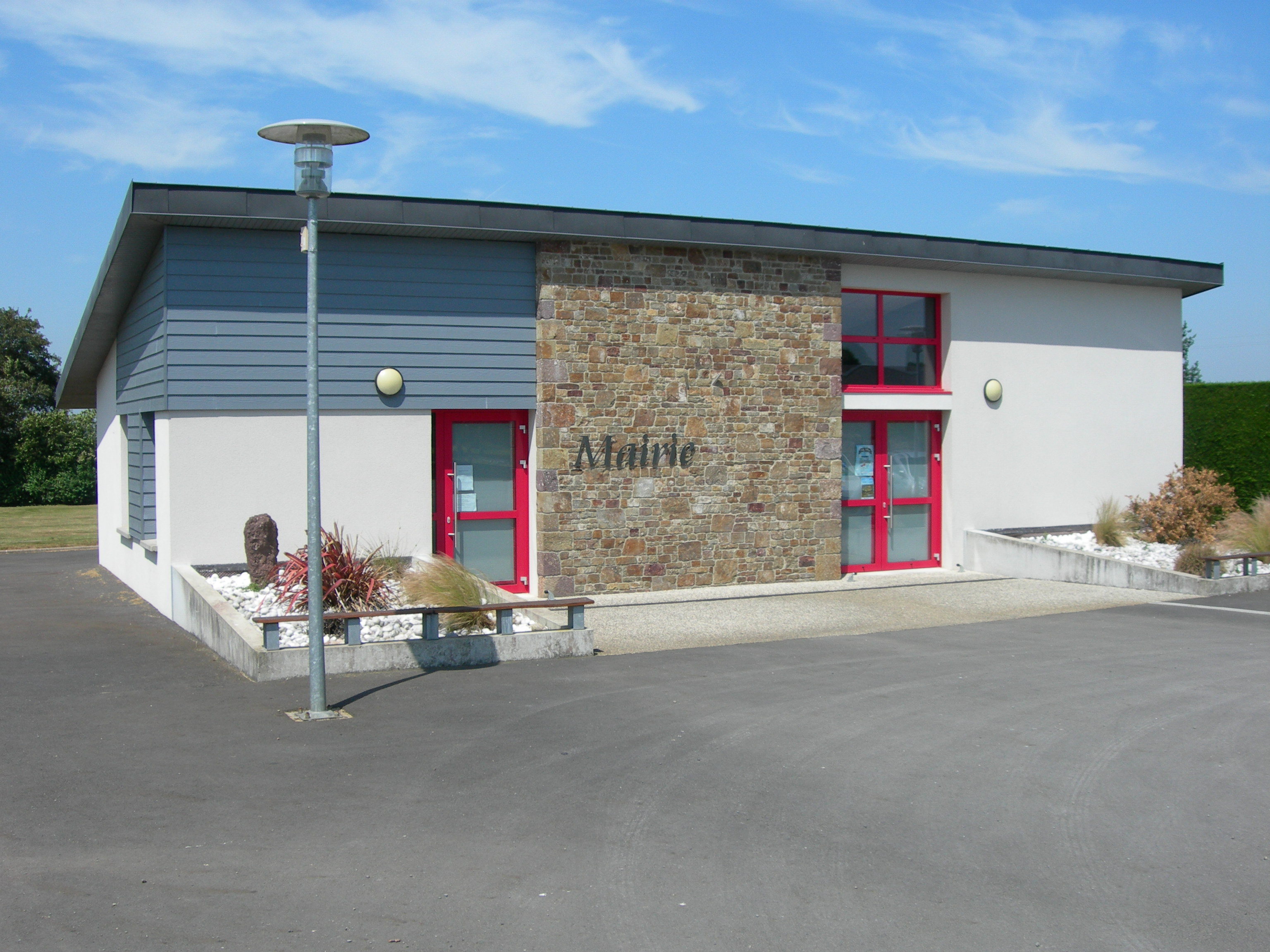
Ehemalige Mairie von Troisgots.
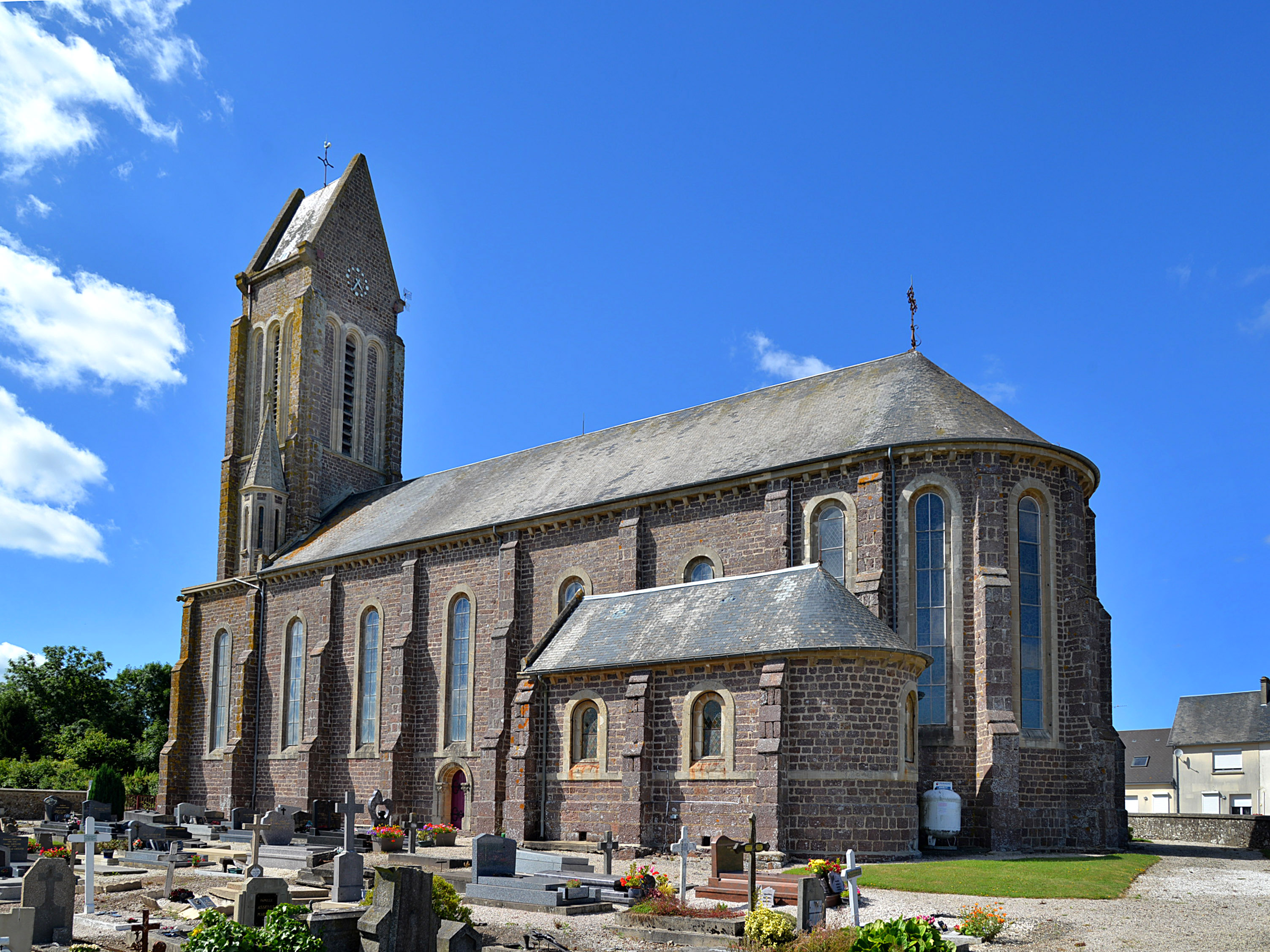
Kirche Saint-Lô